# Marie Gide
Pour les articles homonymes, voir Gide.
Marie Gide, née à Genève en 1762 et morte dans la même ville le 13 janvier 1821, est une artiste suisse, peintre sur émail et miniaturiste.

## Biographie
Elle est la fille de Théophile Gide, graveur, et Andrienne Cochin. Ses frères sont aussi des artistes : Etienne Gide est peintre sur émail et sur porcelaine et graveur ; David Gide est orfèvre.

## Collections publiques
- Musée d'art et d'histoire de Genève
- Musée Patek Philippe à Genève
- Collection David David-Weill[2]

## Expositions
- Paris : Musée Galliera, 1923 (Exposition de la verrerie et de l'émaillerie modernes)[3]
- Londres : Garrard Crown Jewellers, 1961[4]
- Lausanne : Musée historique, 1999 (100 ans de miniatures suisses, 1780-1880)